# Johann von Hermann
Johann von Hermann (* 17. November 1800 in Naketendörflas, Böhmen; seit 1867 Ritter von Hermann; † 17. Juli 1890 in Wien) war ein österreichischer Pädagoge.

## Leben
Johann Hermann studierte Philosophie und Rechte an der Karls-Universität Prag und der Universität Wien. 
Nach Abschluss seines Studiums wurde er Privatlehrer in Wien. Im Haus des österreichischen Hofkammerpräsidenten Franz Graf von Klebelsberg unterrichtete Hermann dessen Stiefenkelsöhne Franz und Adalbert von Rauch von 1833 bis 1835 und von 1835 bis 1839 Kinder des Kämmerers und Gubernialrates Heinrich Graf von Hoyos-Sprinzenstein. 1839 eröffnete er in Wien seine eigene Lehranstalt.
Hermann entwickelte neue Lehrmethoden und erfand im Jahre 1835 den Setzkasten als Unterrichtsmittel für das Erlernen der Muttersprache wie auch für Fremdsprachen. Daneben veröffentlichte Hermann seit 1835 Schriften über seine Gestaltung des Leseunterrichts und nach der Berufung in leitende Funktionen weitere pädagogische Publikationen, u. a. auch über den Unterricht im Rechnen und Turnen.
1850 gab Hermann seine Privatschule auf und wechselte in den Staatsdienst. Im Zuge der Reform des österreichischen Bildungswesens berief ihn der neu ernannte Unterrichtsminister Leo Graf von Thun-Hohenstein zum Inspektor der Volksschulen in der Steiermark. Nach seinem Ausscheiden aus dem Amt eröffnete Hermann in Wien 1854 wieder eine Privatschule und 1859 eine öffentliche Hauptschule für Knaben, die er von 1886 bis zu seinem Tod leitete.
1863 wurde er Mitglied des von Staatsminister Anton von Schmerling einberufenen Unterrichtsrates, dem er bis 1867 angehörte.

## Werke
- Wie ich meine Zöglinge lesen gelehrt, Wien 1835
- Lautir- und Lesebuch, Wien 1850
- Fabelschatz, Wien 1859
- Haushaltungskunde für Volksschulen, Graz 1876

## Einzelnachweis
1. ↑  Erwin Mann: Ein Leben für die Schule: Der katholische Reformpädagoge Johann Ritter von Hermann (1800 - 1890). LIT Verlag Münster, 2018, ISBN 978-3-643-50843-0 (google.de [abgerufen am 6. Juli 2025]).

| Personendaten    | Personendaten              |
| ---------------- | -------------------------- |
| NAME             | Hermann, Johann von        |
| ALTERNATIVNAMEN  | Hermann, Johann Ritter von |
| KURZBESCHREIBUNG | österreichischer Pädagoge  |
| GEBURTSDATUM     | 17. November 1800          |
| GEBURTSORT       | Naketendörflas, Böhmen     |
| STERBEDATUM      | 17. Juli 1890              |
| STERBEORT        | Wien                       |